# Salvatore Meleleo
Salvatore Meleleo (Corigliano d'Otranto, 24 luglio 1929 – Roma, 2 agosto 2018) è stato un politico e medico italiano.

## Biografia
Esponente della Democrazia Cristiana, dal 1977 al 1983 fu sindaco di Lecce. Successivamente ricoprì la carica di deputato per tre legislature, venendo eletto alle politiche del 1983 (54.120 preferenze), alle politiche del 1987 (61.603 preferenze) e alle politiche del 1992 (25.847 preferenze); nel settembre 1985 fu altresì rieletto sindaco di Lecce, ma nel gennaio successivo lasciò la carica per incompatibilità con quella di parlamentare, restando consigliere comunale.
Dopo lo scioglimento della DC passò al Partito Popolare Italiano; alle politiche del 1994 fu candidato al Senato col Patto per l'Italia e, pur raggiungendo il 19,29% dei voti, non fu eletto. Si avvicinò così al Centro Cristiano Democratico.
In occasione delle politiche del 2001 fu eletto senatore in rappresentanza della Casa delle Libertà. Nel 2002 aderì all'Unione dei Democratici Cristiani.